# Nakamura Kazujosi
Nakamura Kazujosi (Sizuoka, 1955. április 8. –) japán válogatott labdarúgó.

## Nemzeti válogatott
A japán válogatottban 5 mérkőzést játszott, melyeken 1 gólt szerzett.

## Statisztika
| Japán válogatott | Japán válogatott | Japán válogatott |
| Időszak          | Mérk.            | gól              |
| ---------------- | ---------------- | ---------------- |
| 1979             | 5                | 1                |
| Összesen         | 5                | 1                |